# Składy drużyn olimpijskich w piłce siatkowej mężczyzn 1964
Artykuł grupuje składy wszystkich reprezentacji narodowych w piłce siatkowej, które wystąpiły w turnieju siatkówki mężczyzn na Letnich Igrzyskach Olimpijskich w 1964 roku w Tokio.

## Składy drużyn
| Numer | Imię i nazwisko           | Rok urodzenia |
| ----- | ------------------------- | ------------- |
| 1     | João Cláudio França       |               |
| 2     | José Schwarz da Costa     |               |
| 3     | Hernando Leão de Oliveira |               |
| 4     | Emanuel Newton de Victor  |               |
| 5     | Carlos Albano Feitosa     |               |
| 6     | Marco Antônio Volpi       |               |
| 7     | Arthur Carlos Nuzman      | 1942          |
| 8     | José Ramalho de Oliveira  |               |
| 9     | Décio Viotti de Azevedo   |               |
| 10    | Victor Barcellos Borges   |               |
| 11    | Giuseppe Mezzasalma       |               |
| 12    | Pedro Barbosa de Oliveira |               |

| Numer | Imię i nazwisko     | Rok urodzenia |
| ----- | ------------------- | ------------- |
| 1     | Dymitar Karow       |               |
| 2     | Iwan Koczew         |               |
| 3     | Georgi Konstantinow |               |
| 4     | Petko Christow      |               |
| 5     | Petar Kraczmarow    |               |
| 6     | Simeon Srandew      |               |
| 7     | Laczezar Stojanow   |               |
| 8     | Boris Guderow       |               |
| 9     | Kirył Iwanow        |               |
| 10    | Sławczo Sławow      |               |
| 11    | Georgi Spasow       |               |
| 12    | Angel Korytarow     |               |

| Numer | Imię i nazwisko | Rok urodzenia |
| ----- | --------------- | ------------- |
| 1     | Václav Šmídl    | 1940          |
| 2     | Josef Šorm      | 1932          |
| 3     | Zdeněk Humhal   | 1933          |
| 4     | Josef Labuda    | 1942          |
| 5     | Josef Musil     | 1932          |
| 6     | Petr Kop        | 1937          |
| 7     | Milan Čuda      | 1939          |
| 8     | Karel Paulus    | 1933          |
| 9     | Bohumil Golián  | 1936          |
| 10    | Boris Perušič   | 1940          |
| 11    | Pavel Schenk    | 1941          |
| 12    | Ladislav Toman  | 1934          |

| Numer | Imię i nazwisko        | Rok urodzenia |
| ----- | ---------------------- | ------------- |
| 1     | Jacob Korsloot         |               |
| 2     | Jurjaan Koolen         |               |
| 3     | Johannes Tinkhof       |               |
| 4     | Jan Martinus Ooserbann |               |
| 5     | Robert Groenhuizen     |               |
| 6     | Pieter Swieter         |               |
| 7     | Johan van Wijnen       |               |
| 8     | Jacques de Vink        |               |
| 9     | Dingeman van der Stoep |               |
| 10    | Jacques Ewalds         |               |
| 11    | Johannes van der Hoek  |               |
| 12    | Frans Constandse       |               |

| Numer | Imię i nazwisko    | Rok urodzenia |
| ----- | ------------------ | ------------- |
| 1     | Yutaka Demachi     | 1935          |
| 2     | Tsutomu Koyama     | 1936          |
| 3     | Sadatoshi Sugahara | 1929          |
| 4     | Naohiro Ikeda      | 1940          |
| 5     | Yasutaka Sato      | 1940          |
| 6     | Toshiaki Kosedo    | 1941          |
| 7     | Tokihiko Higuchi   | 1941          |
| 8     | Masayuki Minami    | 1941          |
| 9     | Takeshi Tokutomi   | 1941          |
| 10    | Teruhisa Moriyama  | 1942          |
| 11    | Yuzo Nakamura      | 1942          |
| 12    | Katsutoshi Nekoda  | 1944          |

| Numer | Imię i nazwisko | Rok urodzenia |
| ----- | --------------- | ------------- |
| 1     | Kim In-soo      |               |
| 2     | Oh Pyong-kil    |               |
| 3     | Sohn Young-wan  |               |
| 4     | Chung Sun-hung  |               |
| 5     | Park Suh-kwang  |               |
| 6     | Suh Ban-suk     |               |
| 7     | Lee Kyu-soh     |               |
| 8     | Kim Young-joon  |               |
| 9     | Kim Sung-kil    |               |
| 10    | Kim Kwang-soo   |               |
| 11    | Kim Jin-hee     |               |
| 12    | Lim Tae-hoh     |               |

| Numer | Imię i nazwisko   | Rok urodzenia |
| ----- | ----------------- | ------------- |
| 1     | Gheorghe Fieraru  |               |
| 2     | Horațiu Nicolau   |               |
| 3     | Aurel Drăgan      |               |
| 4     | Iuliu Szocs       |               |
| 5     | William Schreiber |               |
| 6     | Mihai Grigorovici |               |
| 7     | Davila Plocon     |               |
| 8     | Nicolae Bărbuță   |               |
| 9     | Eduard Derzsi     |               |
| 10    | Mihai Chezan      |               |
| 11    | Constantin Ganciu |               |
| 12    | Mihai Coste       |               |

| Numer | Imię i nazwisko      | Rok urodzenia |
| ----- | -------------------- | ------------- |
| 1     | Pedro Velasco        |               |
| 4     | Ron Lang             |               |
| 5     | Jacob Highland       |               |
| 6     | Michael O’Hara       |               |
| 7     | William Griebienow   |               |
| 8     | David Mike Bright    |               |
| 9     | Richard Hammer       |               |
| 10    | Charles Nelson       |               |
| 11    | John Franklin Taylor |               |
| 12    | Barry Brown          |               |
| 13    | Keith Erickson       |               |
| 14    | Ernie Suwara         |               |

| Numer | Imię i nazwisko | Rok urodzenia |
| ----- | --------------- | ------------- |
| 1     | Bela Czafik     |               |
| 2     | Vilmos Ivancso  |               |
| 3     | Csaba Lantos    |               |
| 4     | Gabor Bodo      |               |
| 5     | István Molnar   |               |
| 6     | Otto Prouza     |               |
| 7     | Ferenc Tuske    |               |
| 8     | Tibor Florián   |               |
| 9     | László Galos    |               |
| 10    | Antal Kangyerka |               |
| 11    | Mihaly Tatar    |               |
| 12    | Ferenc Janosi   |               |

| Numer | Imię i nazwisko       | Rok urodzenia |
| ----- | --------------------- | ------------- |
| 1     | Jurij Czesnokow       | 1933          |
| 2     | Jurij Wengierowski    | 1938          |
| 3     | Eduard Sibirjakow     | 1941          |
| 4     | Dmitrij Woskobojnikow | 1941          |
| 5     | Wasza Kaczarawa       | 1937          |
| 6     | Stanisław Lugaiło     | 1938          |
| 7     | Witalij Kowalenko     | 1934          |
| 8     | Jurij Pojarkow        | 1938          |
| 9     | Iwan Bugajenkow       | 1938          |
| 10    | Nikołaj Burobin       | 1937          |
| 11    | Walerij Kałaczichin   | 1939          |
| 12    | Georgij Mondzolewski  | 1934          |